# 국도 제76호선 (미국)

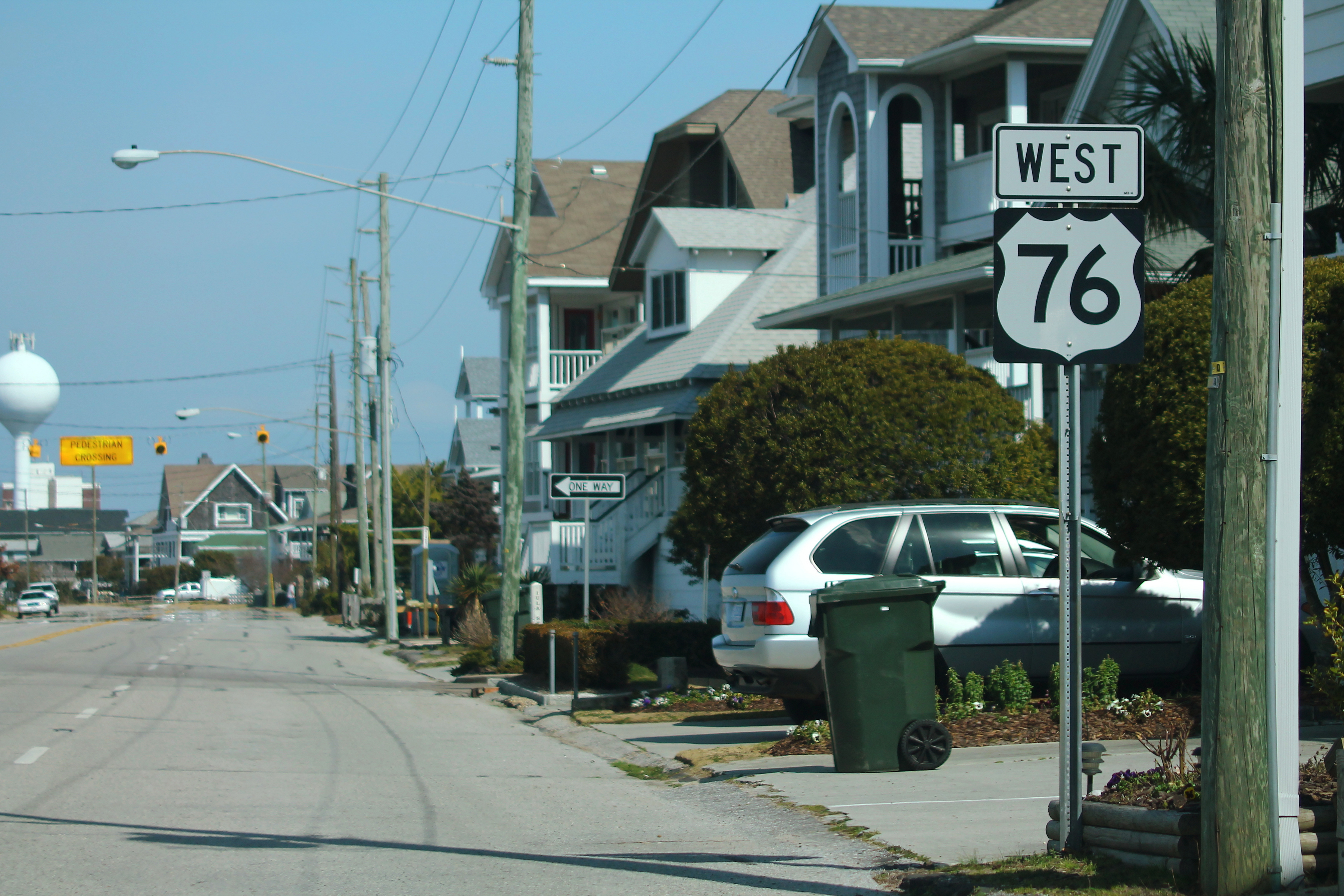
라이츠빌비치에 위치하여 있게 되는 US 76의 도로 표지판으로, 해당 방면은 서쪽 방면이다.

국도 제76호선(U.S. Route 76)은 테네시주의 채터누가를 출발하여, 조지아주와 사우스캐롤라이나주를 거쳐 노스캐롤라이나주의 라이츠빌비치까지 이어주는 총 연장 548 마일의 거리를 가진 미국의 일반 국도다. 

## 주요 경유지
76번 국도가 통과하고 있는 주는 다음과 같다.
| 주요 경로 및 거리 |           |       |
| \| 지역 \| 거리 (mi) \| (km) \| \| ------------------ \| --------- \| ----- \| \| 테네시주 \| 8.9 \| 14.3 \| \| 조지아주 \| 150.7 \| 242.5 \| \| 사우스캐롤라이나주 \| 297.9 \| 479.4 \| \| 노스캐롤라이나주 \| 79 \| 127 \| \| 합계 \| 548 \| 882 \| |           |       |
| 지역 | 거리 (mi) | (km)  |
| 테네시주 | 8.9       | 14.3  |
| 조지아주 | 150.7     | 242.5 |
| 사우스캐롤라이나주 | 297.9     | 479.4 |
| 노스캐롤라이나주 | 79        | 127   |
| 합계 | 548       | 882   |

## 통과하는 도로

### 주간고속도로
- 주간고속도로 제24호선
- 주간고속도로 제75호선
- 주간고속도로 제85호선
- 주간고속도로 제26호선
- 주간고속도로 제20호선
- 주간고속도로 제126호선
- 주간고속도로 제77호선
- 주간고속도로 제95호선
- 주간고속도로 제74호선
- 주간고속도로 제140호선

### 국도
- 국도 제41호선
- 국도 제72호선
- 국도 제11호선
- 국도 제64호선
- 국도 제411호선
- 국도 제19호선
- 국도 제129호선
- 국도 제23호선
- 국도 제441호선
- 국도 제123호선
- 국도 제178호선
- 국도 제29호선
- 국도 제25호선
- 국도 제221호선
- 국도 제176호선
- 국도 제321호선
- 국도 제1호선
- 국도 제378호선
- 국도 제601호선
- 국도 제521호선
- 국도 제15호선
- 국도 제401호선
- 국도 제52호선
- 국도 제301호선
- 국도 제501호선
- 국도 제74호선
- 국도 제701호선
- 국도 제17호선
- 국도 제421호선
- 국도 제117호선

## 관련 국도 노선
- 국도 제176호선
- 국도 제276호선

## 같이 보기
- 서배너강
- 테네시강